# Enisa Djoković
Enisa Djoković (født 20. oktober 1998) er en montenegrinsk håndboldspiller, som spiller i ŽRK Budućnost Podgorica.